# Un incantevole aprile
Un incantevole aprile (Enchanted April) è un film del 1992 diretto da Mike Newell.
Il soggetto è tratto dal romanzo omonimo di Elizabeth von Arnim del 1922, nel quale si racconta la vicenda di quattro signore londinesi che lasciano la loro piovosa città per trascorrere un periodo di vacanza sulla Riviera di Levante.
Il film, come l'omonimo romanzo di Elizabeth von Arnim, è ambientato in Inghilterra e in Italia nel 1920.

## Trama
1920. La signora Arbuthnot e la signora Wilkins, che frequentano lo stesso club femminile ma non hanno mai scambiato una parola fra di loro, fanno reciproca conoscenza dopo aver letto entrambe su di un giornale un annuncio economico in cui si offriva in affitto un castello in Italia. Le due signore scoprono di essere accomunate dalla tristezza per aver contratto entrambe un matrimonio deludente e dal desiderio di trascorrere un periodo di riposo in una località soleggiata e piena di fiori. Non essendo ricche, le due donne decidono di cercare altre compagne disposte a dividere le spese; con riluttanza accettano di portare con loro la signora Fisher, una signora anziana e sussiegosa, e Lady Caroline Dester, una giovane donna graziosa e brillante desiderosa di allontanarsi dalla soffocante società mondana in cui è immersa in Inghilterra.
La bellezza dell'ambiente italiano fa ritrovare ben presto gioia e serenità alle quattro donne. La signora Wilkins, che desidera condividere questa gioia col proprio marito, un prosaico uomo di affari, invita il consorte a raggiungerla. Lo stesso fa, sebbene con più riluttanza, la signora Arbuthnot, una donna molto religiosa sposata a un uomo mondano, scrittore di romanzi erotici il quale in Inghilterra è uno dei corteggiatori di Lady Caroline. Giunge dapprima il signor Wilkins il quale si inserisce con facilità nella comunità del castello e scopre di essere innamorato della moglie. Giunge anche George Briggs, il proprietario del castello, un suonatore di oboe timido e malaticcio. Briggs è colpito inizialmente dalla signora Arbuthnot, che crede una vedova di guerra, e resta deluso quando poco dopo si presenta al castello anche il signor Arbuthnot. Costui resta inizialmente sconcertato dalla presenza sia della moglie che di  Lady Caroline; ma quest'ultima, desiderosa di solitudine, lo toglie dall'imbarazzo mostrando di non conoscerlo. Anche i coniugi  Arbuthnot ritrovano serenità e affetto reciproco. Un sentimento amoroso sembra nascere anche fra George Briggs e Lady Caroline. E amore per l'umanità e fiducia nell'avvenire sembrano nascere perfino nell'anziana ed egoista signora Fisher la quale, nel momento di andar via, pianta nel giardino del castello il proprio bastone di legno affinché fiorisca.

## Produzione
Il film è stato girato nel Castello Brown di Portofino dove la romanziera trascorse un periodo di vacanza nel 1920; all'epoca il castello apparteneva a un proprietario inglese.

## Critica
Nonostante il successo, il film diretto da Mike Newell è stato ritenuto peggiore del romanzo da autorevoli critici quali Tullio Kezich

## Riconoscimenti
- 1993 - Golden Globe
  - Migliore attrice in un film commedia o musicale a Miranda Richardson
  - Migliore attrice non protagonista a Joan Plowright

## Altre versioni
Il romanzo Un incantevole aprile (The enchanted april) di Elizabeth von Arnim fu pubblicato nel 1923, e tradotto in italiano già nel 1928 col titolo Incanto di aprile; il titolo Un incantevole aprile venne attribuito a una nuova traduzione italiana del 1993 dopo l'uscita del film. Ne era stato tratto un film (Enchanted april) già nel 1935, diretto da Harry Beaumont, protagonisti Ann Harding, Katharine Alexander e Frank Morgan. Dopo il film diretto da Newell (1992), nel 2003 fu rappresentata a Broadway una riduzione teatrale ad opera di Matthew Barber, mentre nel marzo 2010 è stato rappresentato al Chelsea Studios di New York un musical, tratto sempre dal romanzo della Arnim, con musiche di Richard B. Evans e testi di Charles Leipart.